# Грушечник
Грушечник (Entosthodon) — рід мохів родини скрученіжкових (Funariaceae). Він включає 112 видів і поширений на всіх континентах окрім Антарктиди.

## Характеристика
Рослини дрібні, пучкові, зелені або жовтуваті. Стебла короткі, прямі, прості, за винятком редукованої прикореневої антеридіальної гілки. Листки більші дистально, скупчені, прямовисні, від подовжено-яйцюватих до оберненояйцюватих або лопатчатих, зазвичай гострі чи загострені. Рослини одно- чи дводомні. Коробочка від вузько-грушоподібної до коротко-грушоподібної, симетрична, часто гладка, за винятком шийки. Спори від гладких або слабососочкових до горбкуватих.